# Lange Molenstraat (Brugge)

De Lange Molenstraat

De Lange Molenstraat is een doodlopende straat in Sint-Andries, Brugge die begint bij de Gistelse Steenweg en eindigt aan een nieuwbouwwijk. Het was aanvankelijk een woonstraat, maar kreeg later een recreatieve functie door het Olympiazwembad (1976) en het Jan-Breydelstadion. De straat wordt in het begin ingenomen door een tuinwijk, de rest van de straat bestaat uit arbeiderswoningen.

## Referentie
- Ingang bij Inventaris Onroerend Erfgoed